# 朝日電視台晚間連續劇
晚間連續劇為從2000年開始朝日電視台放送的深夜劇。
最初有週五晚間連續劇與週六晚間連續劇。之後週六劇廢止，只剩週五劇。2010年4月開始加入於週日晚間播出的週日晚間連續劇→週日晚間首映。2012年3月底週日劇廢止，只剩週五劇。2017年10月再次恢復周五及周六劇。

## 時段名稱
- 朝日電視台週五晚間連續劇（2000年4月－）
- 朝日電視台週六晚間連續劇（2000年4月－2001年9月，2017年10月－）
- 朝日電視台週日晚間連續劇（2010年4月－2011年3月）
- 朝日電視台週日晚間首映（2011年4月－2012年3月）